# Ineke van Kessel
Ineke (W.M.J.) van Kessel (Roermond, 1948) is een Nederlands journalist en historicus. Ze is verbonden aan het Afrika-Studiecentrum in Leiden. Van Kessel werkte eerder als journaliste voor het ANP. In 1985 won ze de Prijs voor de Dagbladjournalistiek. Als historicus onderzoekt ze vooral actuele kwesties, zoals politieke ontwikkelingen en het democratiseringsproces in Zuid-Afrika. Haar proefschrift uit 1995 aan de Universiteit Leiden, Beyond our wildest dreams, ging over de rol van het United Democratic Front in het veranderende politieke klimaat in Zuid-Afrika. Verder deed ze onder meer onderzoek naar de geschiedenis van Afrikaanse soldaten in het Koninklijk Nederlandsch-Indisch Leger.

## Publicaties (selectie)
- 2000 -  'Beyond our wildest dreams' : the United Democratic Front and the transformation of South Africa. Charlottesville [etc.]: University Press of Virginia, Reconsiderations in Southern African history, 2000. ISBN 0813918618
- 2000 - Afrikanen in Nederland. Amsterdam [etc.]: Koninklijk Instituut voor de Tropen [etc.], 2000. ISBN 906832294X (met Nina Tellegen)
- 2002 - (ed.)Merchants, missionaries & migrants: 300 years of Dutch-Ghanaian relations, Amsterdam: KIT Publishers, 2002. ISBN 906832523X
- 2005 - Zwarte Hollanders: Afrikaanse soldaten in Nederlands-Indië. Amsterdam: KIT Publishers, 2005. ISBN 9068324985 (Indonesische vertaling: Serdadu Afrika di Hindia Belanda 1831-1945. Jakarta, Komunitas Bambu, 2011. ISBN 978-979-3731-98-8
- 2010 - Nelson Mandela in een notendop. Uitgeverij Bert Bakker, Amsterdam, 2010. ISBN 9789035135642
- 2019 - Wax prints in West Africa : unravelling the myth of Dutch colonial soldiers as cultural brokers, in Osei-Tutu J.W. (Ed.) Forts, castles and society in West Africa; Gold Coast and Dahomey, 1450-1960, African history no. 7 Leiden: Brill. 92-118. (hoofdstuk in boek)